# Jarosław Sellin
assinatura
Jarosław Daniel Sellin (Gdynia, 1 de maio de 1963) é um político da Polónia. He was elected to Sejm, the lower house of Polish parliament, on 25 de Setembro de 2005 com 18097 votos em 26 no distrito de Gdynia, candidato pelas listas do partido Prawo i Sprawiedliwość.